# Jon Lech Johansen
Pour les articles homonymes, voir Johansen.
Jon Lech Johansen, connu sous le pseudonyme de DVD Jon, est un développeur et hacker norvégien, né le 18 novembre 1983, célèbre pour ses travaux de rétro-ingénierie sur la gestion des droits numériques.
Impliqué dans la diffusion du logiciel DeCSS, logiciel destiné à décrypter les contenus d'un DVD chiffrés, il a été inculpé en 2002 pour cette raison en Norvège, mais a été innocenté de tout comportement illégal. Un second procès en 2003 a eu pour issue un second acquittement.

## Biographie
Né dans la kommune de Harstad, en Norvège, d'une mère polonaise et d'un père norvégien, Jon est un ingénieur logiciel d'autoformation, qui a quitté l'école secondaire dès la première année pour passer plus de temps pour travailler sur son projet DeCSS. Il a déménagé aux États-Unis et a travaillé comme ingénieur logiciel entre octobre 2005 et novembre 2006. Après un retour en Norvège, il retourne vivre aux États-Unis en juin 2007.
Johansen fera une apparition dans le documentaire info wars.

## Travaux et projets
2001
En 2001, Johansen diffusa OpenJaz, un ensemble de pilotes rétro-conçus pour les systèmes d'exploitation Linux, BeOS et Windows 2000 permettant de faire fonctionner le baladeur numérique JazPiper sans ses pilotes propriétaires.
2003
En novembre 2003, Johansen diffusa QTFairUse, programme open source permettant d'extraire les données brutes d'un flux AAC QuickTime vers un fichier, ce qui permet d'outrepasser les logiciels de gestion des droits numériques (DRM : Digital Rights Management en anglais ou MTP : moyens techniques de protection en français) utilisés pour le chiffrement du contenu de la musique issue par exemple de iTunes Music Store, la boutique en ligne d'Apple. Bien que les fichiers bruts AAC résultants aient été illisibles par la plupart des lecteurs multimédias à l'époque de la diffusion, ils représentaient la première tentative de contournement de la méthode de chiffrement d'Apple 1.
2004
Johansen est devenu un développeur de VideoLAN, il a rétro-conçu et écrit le support de FairPlay pour le lecteur multimédia VLC. Présent dans les CVS de VideoLAN depuis le mois janvier 2004, la première version publique le supportant sera la version 0.7.1, diffusée le 2 mars 2004.
Le 25 avril 2004, Johansen diffusa un autre programme : DeDRMS. Écrit en C♯, ce programme de 230 lignes peut supprimer FairPlay, protection contre la copie présente sur les fichiers audio achetés sur iTunes.
Le 7 juillet 2004, il diffusa FairKeys, un programme qui peut être utilisé pour récupérer les clefs requises par DeDRMS à partir des serveurs même de iTunes Music Store.
Le 12 août 2004, Johansen a annoncé sur son site qu'il a brisé le chiffrement de AirPort Express d'Apple permettant aux utilisateurs de diffuser un flux de fichiers Apple Lossless avec leur AirPort Express.
Le 25 novembre 2004, il diffusa un programme de preuve de concept permettant aux utilisateurs de Linux (via VLC) de jouer des vidéos encodées avec le codec propriétaire WMV9 de Microsoft. Les protections de Microsoft étant brisées, les utilisateurs de Linux sont désormais capables de regarder du contenu WMV9 de haute qualité, ce qui était auparavant impossible. Ce fut déterminant sachant que Microsoft faisait pression pour que ce codec soit utilisé dans le prochain standard DVD.
2005
Le 18 mars 2005, Travis Watkins, Cody Brocious et Johansen écrivent PyMusique, un programme en Python, permettant de télécharger des chansons achetées sur iTunes Music Store sans chiffrement DRM. Cela fut rendu possible car le logiciel iTunes d'Apple ajoute la protection DRM aux fichiers musicaux après leur téléchargement. Le 22 mars 2005, Apple diffusa un patch ou correctif pour iTunes Music Store bloquant l'utilisation de PyMusique. Le même jour, une mise à jour de PyMusique fut diffusée, contournant la modification.
Le 26 juin 2005, Johansen créa une modification du lecteur vidéo de Google (basé sur le lecteur vidéo libre VLC) moins de 24 heures après sa mise en ligne, pour permettre aux utilisateurs de jouer des vidéos non hébergées sur les serveurs de Google. La portée de cette modification fut exagérée par les médias.
Le 2 septembre 2005, The Register publia une nouvelle relatant que DVD Jon avait brisé la méthode de chiffrement de Windows Media Player de Microsoft par rétro-conception, un algorithme propriétaire ostensiblement utilisé pour protéger les fichiers Media Player NSC des hackers sniffant la source des fichiers; Johansen a également créé et diffusé un décodeur.
2006
Le 25 octobre 2006, véritable révolution dans le domaine, Johansen cassa le code de FairPlay, la technologie de gestion des droits numériques du groupe américain Apple. Cette technologie verrouillait les musiques et les vidéos téléchargées sur le site iTunes d'Apple, empêchant leur utilisation par d'autres baladeurs numériques que l'iPod. Cette technologie de verrouillage est contestée en France et dans les pays scandinaves, ces derniers s'apprêtant à obliger Apple à rendre compatible son site aux autres matériels par la loi. Une société américaine de San Francisco, doubleTwist, spécialisée dans les logiciels pour médias numériques, prévoit de vendre le programme de Johansen sous licence.
2007
Le 4 juillet 2007, à peine une semaine après la sortie de l'iPhone d'Apple aux États-Unis, Johansen accomplit un nouvel exploit en réussissant à activer celui-ci sans passer par AT&T (le réseau ayant l'exclusivité iPhone aux États-Unis), pouvant utiliser les fonctions iPod (lecture musique et vidéo) ainsi que la connexion à Internet via Wi-Fi. Bien qu'il ne s'attaque pas à la partie téléphonique, il ouvre cependant la voie à d'autres hackers, tel que George Hotz, qui trouveront le moyen de débloquer l’appareil de son unique opérateur local.
2008
Le 2 février 2008, Johansen lance doubleTwist, un service permettant de contourner les protections numériques des fichiers audio, en convertissant les fichiers protégés en différents formats. Le logiciel convertit la musique numérique en formats pouvant être lus sur tout type de lecteur.

## Le procès DeCSS
À la suite de la publication du logiciel DeCSS, une poursuite judiciaire fut conduite contre lui par Økokrim, l'autorité nationale d’enquête et de poursuites des délits économiques et environnementaux en Norvège, suivant ainsi les plaintes de la DVD CCA (US DVD Copy Control Association) et de la MPAA (Motion Picture Association).
Le procès s'ouvrit au tribunal du district d'Oslo le 9 décembre 2002. Encore adolescent à l'époque, il encourait une peine de deux ans de prison couplés à une importante amende. Sa défense fut assurée par l'Electronic Frontier Foundation. Johansen niera avoir écrit le code de DeCSS, affirmant que cette partie du projet était originaire d'une personne tierce située en Allemagne. Il plaidera non coupable des chefs d'accusation portés contre lui. La défense argumenta qu'aucune violation du droit de propriété intellectuelle n'a été enfreint, étant donné que Johansen possédait les DVD lui-même. De plus, elle fit remarquer l’existence d'un droit à la copie privée pour usage personnel dans la loi norvégienne. Le verdict fut annoncé le 7 janvier 2003, acquittant Johansen de toute accusation.
Økokrim enregistra un appel dès le 20 janvier 2003. Le 5 mars 2003, la cour d'appel conclut, à l'aide des arguments enregistrés par l'industrie cinématographique et les preuves additionnelles, que Jon Johansen devait être rejugé pour la violation de la section 145 du Code criminel norvégien. Le second procès DeCSS de Johansen commença à Oslo le 2 décembre 2003, et déboucha sur son acquittement le 22 décembre 2003. Økokrim annonça le 5 janvier 2004 qu'il ne ferait plus appel du verdict.
Le 22 janvier 2004, la DVD CCA retira sa plainte contre Jon Johansen.

## Récompenses
- Janvier 2000 : Karoline Award, donnée aux élèves du cycle secondaire avec d'excellentes notes et des réalisations remarquables dans les sports, les arts ou la culture[4]
- Avril 2002 : EFF Pioneer Award[5]

### Note
1. ↑  Voir l'article d'Info Wars sur la version anglaise de Wikipédia
2. ↑  Voir l'article d'Økokrim sur la version norvégienne de Wikipédia